# Bidó

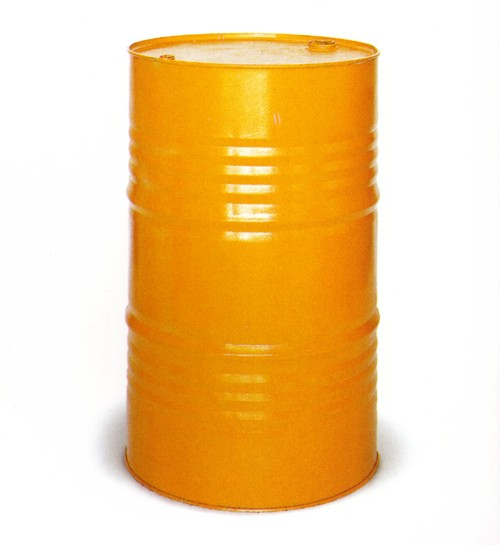
Bidó de 200 litres.

Un bidó és un recipient hermètic utilitzat per a contenir, transportar i emmagatzemar líquids. Es pot tractar tant d'un tipus d'envàs habitualment cilíndric, amb fons pla o corbat, fabricat de metall, cartró, plàstic o contraxapat per transportar grans quantitats de líquids, com també d'un envàs de plàstic de més capacitat que una ampolla comuna. Als bidons fabricats de fusta se'ls denomina barrils.

## Jerrycan
Un dels dissenys de recipient hermètic portàtil per a combustible i aigua va ser inventat pels alemanys abans de l'inici de la Segona Guerra Mundial, amb el nom de Wehrmachtskanister, amb una capacitat de 20 litres.
Durant el transcurs de la guerra, als britànics i nord-americans els va cridar l'atenció l'excel·lent disseny de l'envàs i van començar a fabricar-los amb el nom de Jerry can (la llauna Jerry) al·ludint a la forma despectiva usada pels britànics per anomenar els alemanys. (Gerrys o Jerrys en anglès Germans). Posteriorment el seu ús es va estendre a la indústria.

## Vegeu també

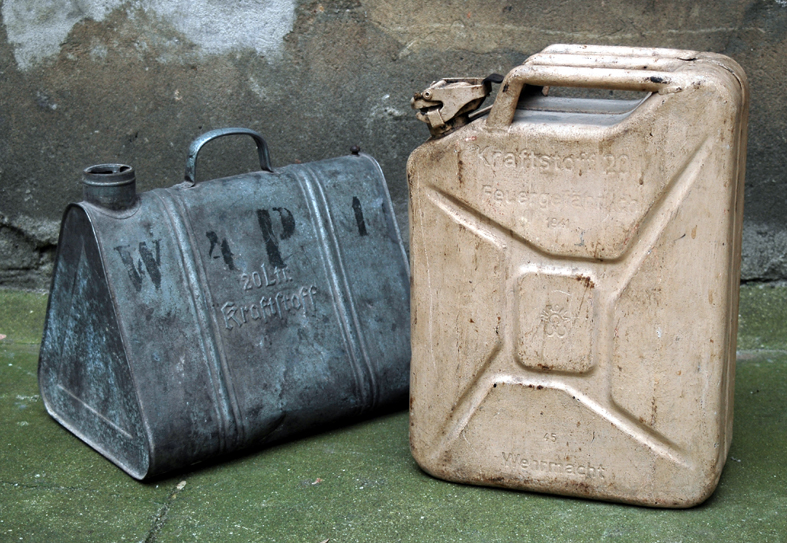
Contenidor de 20 litres de combustible a l'esquerra; dreta: Wehrmacht-Einheitskanister de 1941. Fabricant: Nirona
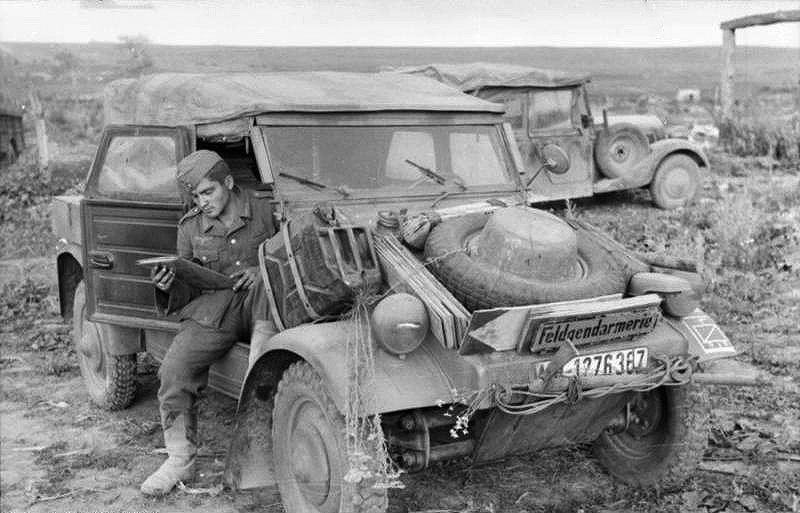
Wehrmacht-Einheitskanister, Russland 1943
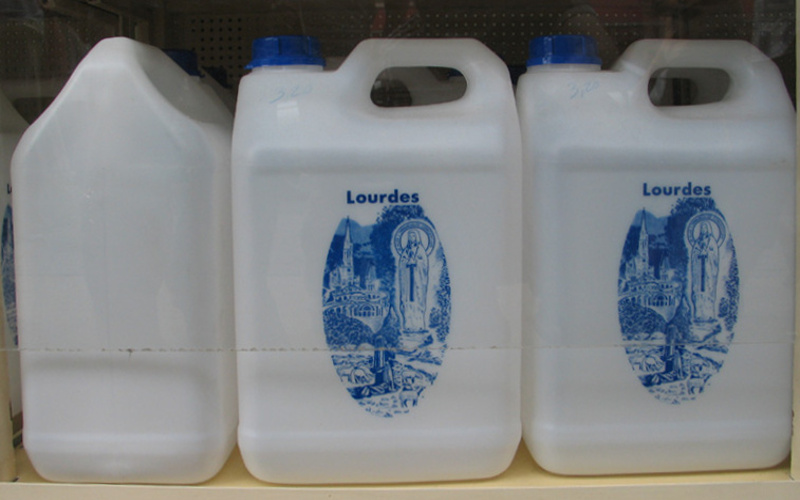
Bidons de plàstic, model «Jerrycan»